# خان مظفري
خان مظفري (بالفارسية: کاروانسرای مظفری) هو خان تاريخية يعود إلى عصر آل مظفر، ويقع في مقاطعة باسارغاد بإيران.